# Calamagrostis fulva
Calamagrostis fulva là một loài thực vật có hoa trong họ Hòa thảo. Loài này được (Griseb.) Kuntze mô tả khoa học đầu tiên năm 1898.